# Pericentrus bicoronatus
Pericentrus bicoronatus är en insektsart som först beskrevs av John Obadiah Westwood 1848.  Pericentrus bicoronatus ingår i släktet Pericentrus och familjen Phasmatidae. Inga underarter finns listade i Catalogue of Life.